# LaSalle (bilmärke)
LaSalle var ett amerikanskt bilmärke som tillverkades av General Motors i Detroit, Michigan mellan 1927 och 1940.

## Historia
Under det glada 1920-talet tycktes den ekonomiska utvecklingen vara utan gräns. General Motors chef Alfred P. Sloan ville ha ett bilmärke för varje tänkbar kund och gav därför koncernens bilmärken uppdraget att ta fram systermärken som skulle täcka hela marknaden. LaSalle byggdes av Cadillac och var avsedd att täcka prisgapet ned till Buick. Bilen var, liksom Cadillac, uppkallad efter en fransk upptäcktsresande, René Robert Cavelier de La Salle.
LaSalle introducerades 1927, med en mindre version av Cadillacs V8-motor och ett chassi med kortare hjulbas än minsta Cadillac-modellen. Det som särskiljde LaSalle var dess anslående formgivning. General Motors hade anställt den unge designern Harley Earl och skapat en ny avdelning, Art and Color Section med Earl som chef, för att rita den nya bilen. Earl angav särskilt Hispano-Suiza som inspirationskälla. Märket användes som Indy Pace Car vid tre tillfällen: 1927, 1934 och 1937.
LaSalle fick en bra start och 1929 sålde märket för första gången bättre än Cadillac. Men sedan kom Wall Street-kraschen och i början av 1930-talet försvann mycket av marknaden för lyxbilar. LaSalle stod fortfarande för runt hälften av Cadillac Divisions försäljning, men den var så blygsam att divisionen aldrig överlevt utan GM:s övriga försäljning. 1934 kom en helt ny LaSalle. Den fick nu individuell framhjulsupphängning och hydrauliska bromsar och formgivningen var fortfarande av senaste snitt, men mycket av tekniken delades nu med den billigare Oldsmobile, bland annat den raka åttacylindriga motorn. Senare under 1930-talet mötte LaSalle hård konkurrens från Packard 120 och Lincoln Zephyr.
1937 hade bilförsäljningen återhämtat sig efter depressionen och LaSalle bytte skepnad igen. Bilen delade åter tekniken med Cadillac, men försäljningen utvecklades inte som GM förväntade sig. Kunderna föredrog prestigen i märket Cadillac och när LaSalle lades ned efter modellåret 1940 efterträddes den av en ny Cadillac-modell, kallad Series 61.

## Bilder

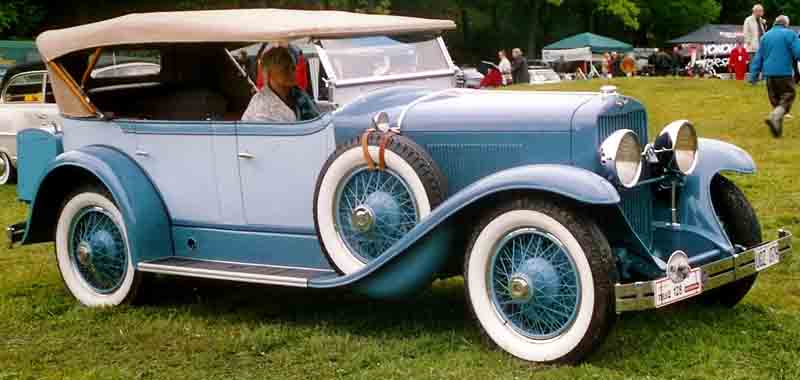
LaSalle Series 303 1928
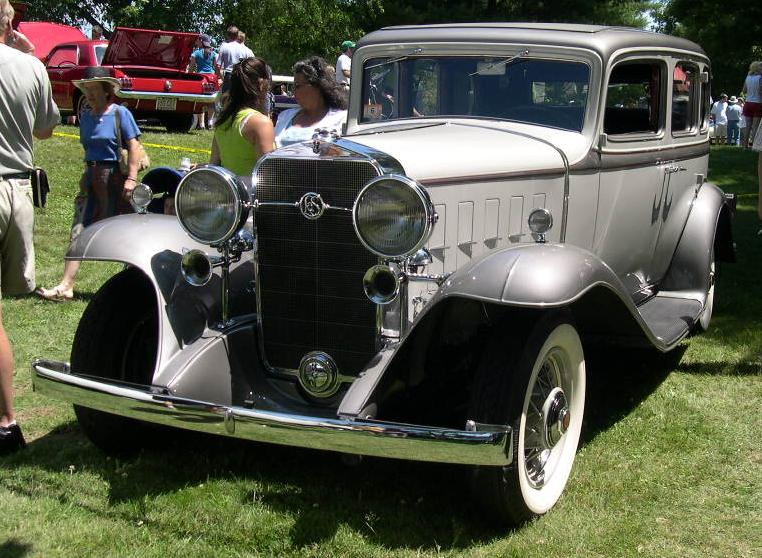
LaSalle Series 345 1932
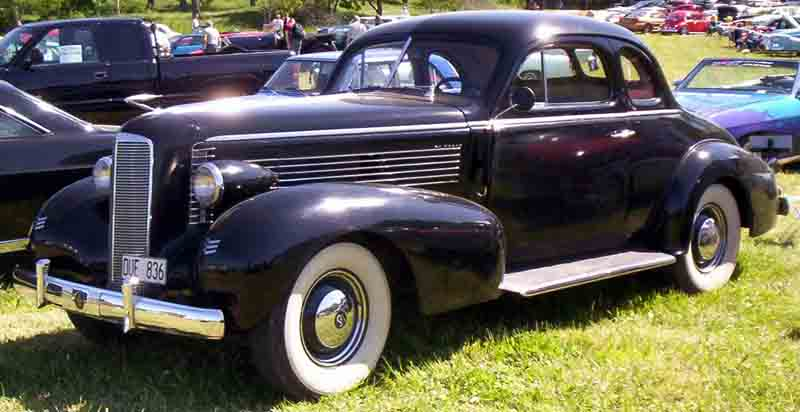
LaSalle Series 50 1938